# Volodymyr Kaplyčnyj
Volodymyr Kaplyčnyj ukrajinsky Володи́мир Олекса́ндрович Капли́чний, (26. února 1944 Kamenec Podolský – 19. dubna 2004 Kyjev) byl ukrajinský fotbalista, obránce, jenž reprezentoval někdejší Sovětský svaz.

## Fotbalová kariéra
Začínal v nižších soutěžích za FK Dynamo Chmelnyckyj a SKA Lvov. V letech 1966–1975 hrál v nejvyšší soutěži Sovětského svazu za CSKA Moskva, nastoupil v 288 ligových utkáních a dal 5 gólů. S týmem získal v roce 1970 ligový titul. V Poháru mistrů evropských zemí nastoupil ve 4 utkáních. Za reprezentaci Sovětského svazu nastoupil v letech 1968–1974 v 62 utkáních. S reprezentací Sovětského svazu získal bronzovou medaili za 3. místo na LOH 1972 v Mnichově, na turnaji nastoupil v 7 utkáních.  Reprezentoval Sovětský svaz na Mistrovství světa ve fotbale 1970, nastoupil ve 3 utkáních. Reprezentoval Sovětský svaz na Mistrovství Evropy ve fotbale 1968, kde nastoupil ve 2 utkáních a na Mistrovství Evropy ve fotbale 1972 nastoupil ve 2 utkáních a získal s týmem stříbrné medaile za 2. místo.

## Ligová bilance
| Ročník                               | Zápasy | Góly | Klub                  |
| ------------------------------------ | ------ | ---- | --------------------- |
| Sovětská fotbalová Pervaja liga 1962 | -      | -    | FK Dynamo Chmelnyckyj |
| Sovětská fotbalová Vtoraja liga 1963 | 31     | 3    | FK Dynamo Chmelnyckyj |
| Sovětská fotbalová Vtoraja liga 1964 | 27     | 3    | SKA Lvov              |
| Sovětská fotbalová Vtoraja liga 1965 | 36     | 2    | SKA Lvov              |
| Sovětská fotbalová Vysšaja liga 1966 | 35     | 0    | CSKA Moskva           |
| Sovětská fotbalová Vysšaja liga 1967 | 36     | 1    | CSKA Moskva           |
| Sovětská fotbalová Vysšaja liga 1968 | 31     | 3    | CSKA Moskva           |
| Sovětská fotbalová Vysšaja liga 1969 | 31     | 1    | CSKA Moskva           |
| Sovětská fotbalová Vysšaja liga 1970 | 28     | 0    | CSKA Moskva           |
| Sovětská fotbalová Vysšaja liga 1971 | 20     | 0    | CSKA Moskva           |
| Sovětská fotbalová Vysšaja liga 1972 | 25     | 0    | CSKA Moskva           |
| Sovětská fotbalová Vysšaja liga 1973 | 28     | 0    | CSKA Moskva           |
| Sovětská fotbalová Vysšaja liga 1974 | 27     | 0    | CSKA Moskva           |
| Sovětská fotbalová Vysšaja liga 1975 | 27     | 0    | CSKA Moskva           |
| CELKEM 1. liga                       | 288    | 5    |                       |